# Antonio de la Rúa
Antonio de la Rúa Pertiné (Córdoba, 7 de marzo de 1973) es un abogado, socialité, asesor de imagen y empresario argentino.

## Biografía
Hijo menor del ex presidente Fernando de la Rúa, que gobernó su país de 1999 a 2001, fue uno de los jefes de la campaña presidencial que llevó a su padre a la presidencia, a la vez que señalado por algunos sectores como uno de los responsables de su declive. Se le supone redactor del discurso en el cual su padre decretó el estado de sitio con ocasión de la intensa y trágica crisis de diciembre de 2001 en Argentina, antes de su dimisión final.
Antonio de la Rúa se recibió de abogado comenzando a trabajar como asesor de imagen de su padre junto al afamado publicista Ramiro Agulla y a quien fuera su novia en ese entonces, Federica Suárez Santiago, publicista y guionista, quienes crearon una nueva y original manera de comunicación política, que, entre otras cosas, llevó a Fernando de la Rúa a la presidencia en el año 1999. Entre algunos de los trabajos más recordados están los famosos spots "Dicen que soy aburrido", "Maldita Cocaína", "Somos más", "Alquien quiere seguir con esto", "Plan de alfabetización total", "Somos un país rico" y "Se siente somos más". Durante la presidencia de Fernando de la Rúa se convirtió en un asesor de suma importancia y un fuerte impulsor de ciertos funcionarios dentro del gabinete nacional, como el ministro de Turismo Hernán Lombardi o Darío Lopérfido, secretario de Cultura y Medios de la Nación. La revista Noticias, semanario político argentino de la Editorial Perfil, lo seleccionó como uno de los 800 personajes de los últimos 30 años de la política argentina por su fuerte perfil mediático durante el gobierno de su padre y la prédica que tuvo en círculos cercanos a las decisiones más altas en el gobierno argentino.
Como asesor de su padre, formó el llamado Grupo Sushi, en el cual un grupo de jóvenes se alineó detrás de Antonio de la Rúa para conformar el aparato político delarruista dentro de la Ciudad Autónoma de Buenos Aires, entre los que se encontraron el exministro de Educación Andrés Delich, el exintegrante de la SIDE Darío Richarte, el exsubsecretario de Asuntos Institucionales Lautaro García Batallán, la exvice jefa del gobierno porteño Cecilia Felgueras, la directora de medios y comunicación, Federica Suárez Santiago, entre otros. Una de las iniciativas más polémicas impulsadas por Antonio de la Rúa fue el plebiscito para disminuir el llamado gasto político tres meses antes de las elecciones nacionales para legisladores de 2001, y para ser llevado a cabo una semana después de los comicios generales.
En diciembre de 2006 Antonio de la Rúa junto a un grupo de empresarios y artistas latinoamericanos fundó ALAS. Fundación ALAS o América Latina en Acción Solidaria es una organización sin fines de lucro que trabaja para difundir el Desarrollo Infantil Temprano en la región.
ALAS estuvo integrada por Gabriel García Márquez como presidente honorario, los empresarios Carlos Slim, Alejandro Santo Domingo, Howard Buffet, Alejandro Bulgheroni, Stanley Motta, Alejandro Soberón y Emilio Azcarraga entre otros. También son parte de ALAS los artistas Fher Olvera, Shakira, Alejandro Sanz, Juan Luis Guerra y Diego Torres.[cita requerida]
Del 2000 al 2010 fue pareja de la cantautora colombiana, Shakira. El 10 de enero de 2011 la pareja anunció públicamente su separación, aunque se aclaraba que Antonio seguiría siendo el representante de la colombiana. 
En 2012, Antonio de la Rúa presentó una demanda contra Shakira en los tribunales de Nueva York por 100 millones de dólares, argumentando que la cantante le había incumplido en el pago por los beneficios recibidos durante 2011 en la sociedad que tenían en común. Shakira ganó el pleito judicial y en 2013 demandó a De la Rúa por robo y estafa.

## Vida personal
De la Rúa inició una relación con la modelo colombiana originaria de la ciudad de Cali y ganadora del concurso de belleza Miss Mundo Colombia en 2009, Daniela Ramos Lalinde. La pareja tuvo su primera hija Zulú, en marzo de 2013 en Uruguay, y la pareja dio la bienvenida a su segundo hijo Mael en septiembre de 2016 en Alemania. Antonio y Daniela se separaron en 2018 citando diferencias irreconciliables.

## Ancestros
|  |                                                                        |  |  |  |  |  |  |  |  |  |  |  |  |  |  |  |
|  | 8. Manuel de la Rúa Agulla                                             |  |  |  |  |  |  |  |  |  |  |  |  |  |  |  |
|  |                                                                        |  |  |  |  |  |  |  |  |  |  |  |  |  |  |  |
|  |                                                                        |  |  |  |  |  |  |  |  |  |  |  |  |  |  |  |
|  | 4. Antonio de la Rúa Catani                                            |  |  |  |  |  |  |  |  |  |  |  |  |  |  |  |
|  |                                                                        |  |  |  |  |  |  |  |  |  |  |  |  |  |  |  |
|  |                                                                        |  |  |  |  |  |  |  |  |  |  |  |  |  |  |  |
|  | 9. Blanca Catani Nunciatti                                             |  |  |  |  |  |  |  |  |  |  |  |  |  |  |  |
|  |                                                                        |  |  |  |  |  |  |  |  |  |  |  |  |  |  |  |
|  |                                                                        |  |  |  |  |  |  |  |  |  |  |  |  |  |  |  |
|  | 2. Fernando de la Rúa, Presidente de la Nación Argentina               |  |  |  |  |  |  |  |  |  |  |  |  |  |  |  |
|  |                                                                        |  |  |  |  |  |  |  |  |  |  |  |  |  |  |  |
|  |                                                                        |  |  |  |  |  |  |  |  |  |  |  |  |  |  |  |
|  | 10. Mario Bruno                                                        |  |  |  |  |  |  |  |  |  |  |  |  |  |  |  |
|  |                                                                        |  |  |  |  |  |  |  |  |  |  |  |  |  |  |  |
|  |                                                                        |  |  |  |  |  |  |  |  |  |  |  |  |  |  |  |
|  | 5. Eleonora Felisa Bruno Boeri                                         |  |  |  |  |  |  |  |  |  |  |  |  |  |  |  |
|  |                                                                        |  |  |  |  |  |  |  |  |  |  |  |  |  |  |  |
|  |                                                                        |  |  |  |  |  |  |  |  |  |  |  |  |  |  |  |
|  | 11. Ana Boeri                                                          |  |  |  |  |  |  |  |  |  |  |  |  |  |  |  |
|  |                                                                        |  |  |  |  |  |  |  |  |  |  |  |  |  |  |  |
|  |                                                                        |  |  |  |  |  |  |  |  |  |  |  |  |  |  |  |
|  | 1. Antonio de la Rúa Pertiné                                           |  |  |  |  |  |  |  |  |  |  |  |  |  |  |  |
|  |                                                                        |  |  |  |  |  |  |  |  |  |  |  |  |  |  |  |
|  |                                                                        |  |  |  |  |  |  |  |  |  |  |  |  |  |  |  |
|  | 24. Basilio Pertiné                                                    |  |  |  |  |  |  |  |  |  |  |  |  |  |  |  |
|  |                                                                        |  |  |  |  |  |  |  |  |  |  |  |  |  |  |  |
|  |                                                                        |  |  |  |  |  |  |  |  |  |  |  |  |  |  |  |
|  | 12. Basilio E. Pertiné, 39.º Intendente de Buenos Aires                |  |  |  |  |  |  |  |  |  |  |  |  |  |  |  |
|  |                                                                        |  |  |  |  |  |  |  |  |  |  |  |  |  |  |  |
|  |                                                                        |  |  |  |  |  |  |  |  |  |  |  |  |  |  |  |
|  | 25. Lucía Bertán Dal Frello                                            |  |  |  |  |  |  |  |  |  |  |  |  |  |  |  |
|  |                                                                        |  |  |  |  |  |  |  |  |  |  |  |  |  |  |  |
|  |                                                                        |  |  |  |  |  |  |  |  |  |  |  |  |  |  |  |
|  | 6. Julio Jorge Pertiné Botet                                           |  |  |  |  |  |  |  |  |  |  |  |  |  |  |  |
|  |                                                                        |  |  |  |  |  |  |  |  |  |  |  |  |  |  |  |
|  |                                                                        |  |  |  |  |  |  |  |  |  |  |  |  |  |  |  |
|  | 26. Eduardo Botet Álvarez Thomas                                       |  |  |  |  |  |  |  |  |  |  |  |  |  |  |  |
|  |                                                                        |  |  |  |  |  |  |  |  |  |  |  |  |  |  |  |
|  |                                                                        |  |  |  |  |  |  |  |  |  |  |  |  |  |  |  |
|  | 13. Elena Dionisia Botet Duval                                         |  |  |  |  |  |  |  |  |  |  |  |  |  |  |  |
|  |                                                                        |  |  |  |  |  |  |  |  |  |  |  |  |  |  |  |
|  |                                                                        |  |  |  |  |  |  |  |  |  |  |  |  |  |  |  |
|  | 27. Elena Duval Carballido                                             |  |  |  |  |  |  |  |  |  |  |  |  |  |  |  |
|  |                                                                        |  |  |  |  |  |  |  |  |  |  |  |  |  |  |  |
|  |                                                                        |  |  |  |  |  |  |  |  |  |  |  |  |  |  |  |
|  | 3. Inés Pertiné Urien                                                  |  |  |  |  |  |  |  |  |  |  |  |  |  |  |  |
|  |                                                                        |  |  |  |  |  |  |  |  |  |  |  |  |  |  |  |
|  |                                                                        |  |  |  |  |  |  |  |  |  |  |  |  |  |  |  |
|  | 28. César Urien Leanes                                                 |  |  |  |  |  |  |  |  |  |  |  |  |  |  |  |
|  |                                                                        |  |  |  |  |  |  |  |  |  |  |  |  |  |  |  |
|  |                                                                        |  |  |  |  |  |  |  |  |  |  |  |  |  |  |  |
|  | 14. Enrique César Urien Noguera                                        |  |  |  |  |  |  |  |  |  |  |  |  |  |  |  |
|  |                                                                        |  |  |  |  |  |  |  |  |  |  |  |  |  |  |  |
|  |                                                                        |  |  |  |  |  |  |  |  |  |  |  |  |  |  |  |
|  | 29. Ángela Noguera Costa                                               |  |  |  |  |  |  |  |  |  |  |  |  |  |  |  |
|  |                                                                        |  |  |  |  |  |  |  |  |  |  |  |  |  |  |  |
|  |                                                                        |  |  |  |  |  |  |  |  |  |  |  |  |  |  |  |
|  | 7. María Celia Urien Irigoyen                                          |  |  |  |  |  |  |  |  |  |  |  |  |  |  |  |
|  |                                                                        |  |  |  |  |  |  |  |  |  |  |  |  |  |  |  |
|  |                                                                        |  |  |  |  |  |  |  |  |  |  |  |  |  |  |  |
|  | 30. Ignacio Darío Irigoyen, Gobernador de la Provincia de Buenos Aires |  |  |  |  |  |  |  |  |  |  |  |  |  |  |  |
|  |                                                                        |  |  |  |  |  |  |  |  |  |  |  |  |  |  |  |
|  |                                                                        |  |  |  |  |  |  |  |  |  |  |  |  |  |  |  |
|  | 15. María Celia Irigoyen Paz                                           |  |  |  |  |  |  |  |  |  |  |  |  |  |  |  |
|  |                                                                        |  |  |  |  |  |  |  |  |  |  |  |  |  |  |  |
|  |                                                                        |  |  |  |  |  |  |  |  |  |  |  |  |  |  |  |
|  | 31. Celedonia Paz Portugués                                            |  |  |  |  |  |  |  |  |  |  |  |  |  |  |  |
|  |                                                                        |  |  |  |  |  |  |  |  |  |  |  |  |  |  |  |
|  |                                                                        |  |  |  |  |  |  |  |  |  |  |  |  |  |  |  |